# Alexandru Rafila
Alexandru Rafila (ur. 27 grudnia 1961 w Bukareszcie) – rumuński lekarz, nauczyciel akademicki i polityk, specjalista w zakresie mikrobiologii, profesor, deputowany, w latach 2021–2025 minister zdrowia.

## Życiorys
Absolwent szkoły średniej w Bukareszcie (1980). Odbył służbę wojskową, a w 1987 ukończył studia medyczne na Universitatea de Medicină și Farmacie „Carol Davila” w Bukareszcie. Specjalizował się w zakresie mikrobiologii, w 2004 doktoryzował się na macierzystej uczelni. Podjął praktykę w zawodzie lekarza, został też nauczycielem akademickim w katedrze mikrobiologii swojego uniwersytetu (stał na jej czele w latach 2008–2012) oraz pracownikiem narodowego instytutu chorób zakaźnych INBIMB (do 2020 kierował tamtejszym laboratorium). W 2015 w obu tych instytucjach uzyskał profesurę. Był również urzędnikiem państwowym jako dyrektor generalny ds. zdrowia publicznego i inspekcji sanitarnej (2001–2004). Od 2004 do 2005 pełnił funkcję dyrektora instytutu zdrowia publicznego w Bukareszcie.
W latach 2010–2013 należał do Partii Socjaldemokratycznej, w latach 2012–2013 zajmował stanowisko sekretarza stanu do spraw opieki zdrowotnej, zdrowia publicznego i polityki antynarkotykowej. Przez kilka lat pełnił funkcję doradcy ministra zdrowia. Udzielał się jako ekspert Światowej Organizacji Zdrowia, NATO i Komisji Europejskiej. Był przedstawicielem Rumunii w organach zarządzających ECDC i WHO. Został też prezesem rumuńskiego towarzystwa mikrobiologów.
W 2020 powrócił do PSD, w wyborach w tym samym roku z ramienia tej partii uzyskał mandat posła do Izby Deputowanych (reelekcja w 2024).
W listopadzie 2021 objął stanowisko ministra zdrowia w nowym rządzie, na czele którego stanął Nicolae Ciucă. Utrzymywał tę funkcję także w utworzonym w czerwcu 2023 pierwszym gabinecie Marcela Ciolacu oraz w powołanym w grudniu 2024 jego drugim rządzie. Urząd ten sprawował do czerwca 2025.